# Ventridens cerinoideus
Ventridens cerinoideus är en snäckart som först beskrevs av Anthony 1865.  Ventridens cerinoideus ingår i släktet Ventridens och familjen Zonitidae. Inga underarter finns listade i Catalogue of Life.